# 柳本美雄
柳本 美雄（やなぎもと よしお、1912年3月26日 - 1963年2月4日）は、昭和時代の労働運動家。日本労働組合総評議会（総評）常任幹事。

## 経歴
奈良県吉野郡小川村（現東吉野村）生まれ。高等小学校卒業。1931年大阪繊維労組支部執行委員。1934年全協日本繊維労働組合関係者として検挙。1936年全評関西地方評議会常任書記・青年部長。1937年12月人民戦線事件で検挙。戦後、高野実の直系として日本労働組合総同盟（総同盟）に入り、1946年総同盟中央委員。1947年関東金属労働組合書記長、全国金属産業労働組合同盟（全金同盟）中央執行委員。1948年総同盟中央執行委員。1949年日本社会党に入党。1950年日本労働組合総評議会（総評）常任幹事となり、組織部長、政治部長などを歴任。全金同盟の分裂後は全国金属労働組合（全金）中央執行委員。1951年労働者同志会に参加。1952年左派社会党中央執行委員となり、党と総評の連絡調整にあたった。高野派の三羽烏（柳本美雄、北川義行、佐竹五三九）、「高野の親衛隊長」とまでいわれていたが、1953年秋頃に高野から離れ太田派に移った。1954年合成化学産業労働組合連合（合化労連）政治部・組織部嘱託。1957年総評全国オルグ。60年安保闘争では総評政治部長として安保改定阻止国民会議の統一行動の維持推進に尽力した。

## 関連文献
- 「平和人物大事典」刊行会編著『平和人物大事典』（日本図書センター、2006年）
- 柳本美雄とは - コトバンク